# 도게자로 부탁해봤다
도게자로 부탁해봤다(일본어: 土下座で頼んでみた, Dogeza: I Tried Asking While Kowtowing)는 후나츠 카즈키가 만든 일본의 섹스 코미디 만화 시리즈이다. 원래는 2017년 3월부터 후나츠의 트위터 계정을 통해 웹툰으로 출판되었으며, 이후 가도카와 쇼텐에서 단행본 2권으로 출판되었다. 2부작 소설화와 실사화 각색이 2018년에 개봉되었으며, 아도네로가 각색한 애니메이션 TV 시리즈가 2020년 10월부터 12월까지 방영되었다.
이 시리즈는 젊은 여성들에게 속옷이나 가슴을 보여달라고 요구하면서 인사를 하는 남자 스와루 도게를 따라가며 그에 대한 그들의 반응에 초점을 맞춘다. 만화의 웹툰 연재는 독자들에게 인기가 높았으며, 비평적 반응은 다양하여 비주얼을 칭찬하지만 때로는 글을 비판하기도 했다.

## 전제
도게자는 젊은 여성들 앞에서 절(도게자)하고 속옷이나 가슴을 보여달라고 요청하는 남자 스와루 도게(土下座)를 따라가는 섹스 코미디로, 그들이 들을 때까지 점점 더 깊게 절을 한다. 여성들은 그의 행동에 놀라움, 당혹감, 혼란으로 반응한다. 시리즈는 대신 여성 출연진에 초점을 맞추기 때문에 도게 자신은 실제로 거의 눈에 띄지 않는다.